# 499
499 је била проста година.

## Догађаји
- 26. април – Цар Ксиаовен из Северног Веја умире у својој престоници у Луојангу, након 27-годишње владавине у којој је синизирао своје племенске рођаке (клан Туоба), створио владу у кинеском стилу и покренуо програм земљишне реформе.
- Престолонаследник Ксуан Ву Ди, стар 16 година, наслеђује свог оца Сјаовена и постаје цар Северног Веја. Он именује свог ујака Јуан Сје за гувернера провинције, који је привремено регент за формирање нове владе.
- Септембар – Земљотрес у Никопољу 499. догодио се на границама између региона Месопотамије, Понта и Римске Јерменије. Погађа градове Никопољ, Неокесарију (савремени Никсар), Арсамосата и Абарне, као и културна подручја Анадолије (Мала Азија) и Месопотамије.
- 1. март – Током сабора у Риму, на којем присуствују 72 епископа и сво римско свештенство, папа Симах поставља антипапу Лаврентија за епископа дијацезе Нокера у Кампанији.